# Шампањ (Ер и Лоар)
Шампањ (фр. Champagne) насеље је и општина у централној Француској у региону Центар (регион), у департману Ер и Лоар која припада префектури Дре.
По подацима из 2011. године у општини је живело 256 становника, а густина насељености је износила 115,84 становника/km². Општина се простире на површини од 2,21 km². Налази се на средњој надморској висини од 134 метара (максималној 136 m, а минималној 121 m).

## Демографија
| 1962. | 1968. | 1975. | 1982. | 1990. | 1999. | 2011. |
| ----- | ----- | ----- | ----- | ----- | ----- | ----- |
| 60    | 73    | 74    | 85    | 141   | 179   | 256   |

График промене броја становника у току последњих година